# انزو بارنچه‌آ
انزو بارنچه‌آ (انگلیسی: Enzo Barrenechea؛ زادهٔ ۲۲ مهٔ ۲۰۰۱) بازیکن فوتبال اهل آرژانتین است که به صورت قرضی برای  باشگاه والنسیا بازی می‌کند.
وی به عنوان یک هافبک دفاعی از نظر سبک بازی با پل پوگبا و استیون ان‌زونزی مقایسه می‌شود.